# Philadelphia International Airport
Philadelphia International Airport (IATA: PHL, ICAO: KPHL) er en lufthavn ved Philadelphia, USA, og den største i Pennsylvania. I 2008 ekspederede den 31.8 millioner passagerer og 499.653 flybevægelser.

## Historie
Pennsylvania National Guard begyndte i 1925 at bruge området (kendt som Hog Island) til træning af deres piloter. Området blev i 1927 indviet som "Philadelphia Municipal Airport" af piloten Charles Lindbergh. Civile luftfartsselskaber benyttede ikke området, på grund af der ikke var opført en passagerterminal, og civilt trafik var henvist til byen Camden i New Jersey. Den første terminal blev indviet i 1940, og de fire selskaber, American, Eastern, TWA, og United begyndte af flyve fra Philadelphia.